# Hala Łyśniewska
Hala Łyśniewska, Hala Łyśniowska – polana w masywie Romanki w Beskidzie Żywiecko-Orawskim. Dokładniej znajduje się na wschodnich, opadających do doliny potoku Sopotnia stokach Martoszki i ciągnie się od przełęczy Pawlusia (1176 m) po wysokość około 1230 m. Sąsiaduje z halą Pawlusią położoną po drugiej stronie przełęczy Pawlusia (na zboczach Rysianki). Są to dawne hale pasterskie. Nie są już wypasane – z powodu nieopłacalności ekonomicznej pasterstwo w Karpatach, szczególnie na wyżej położonych polanach i halach w latach 80. XX wieku załamało się. Pozostawione swojemu losowi hale stopniowo zarastają lasem.
Hala Łyśniewska znajduje się w granicach wsi Sopotnia Wielka w województwie śląskim, w powiecie żywieckim, w gminie Jeleśnia. Jej nazwa, podobnie jak wielu innych hal w Beskidzie Żywieckim, pochodzi od nazwiska użytkowników. Prowadzi przez nią znakowany szlak turystyczny. Dzięki otwartej przestrzeni rozpościera się z niego widok na dolinę Sopotni Wielkiej, Grupę Pilska i Rysiankę.

## Szlaki turystyczne
Romanka – przełęcz Pawlusia – hala Rysianka

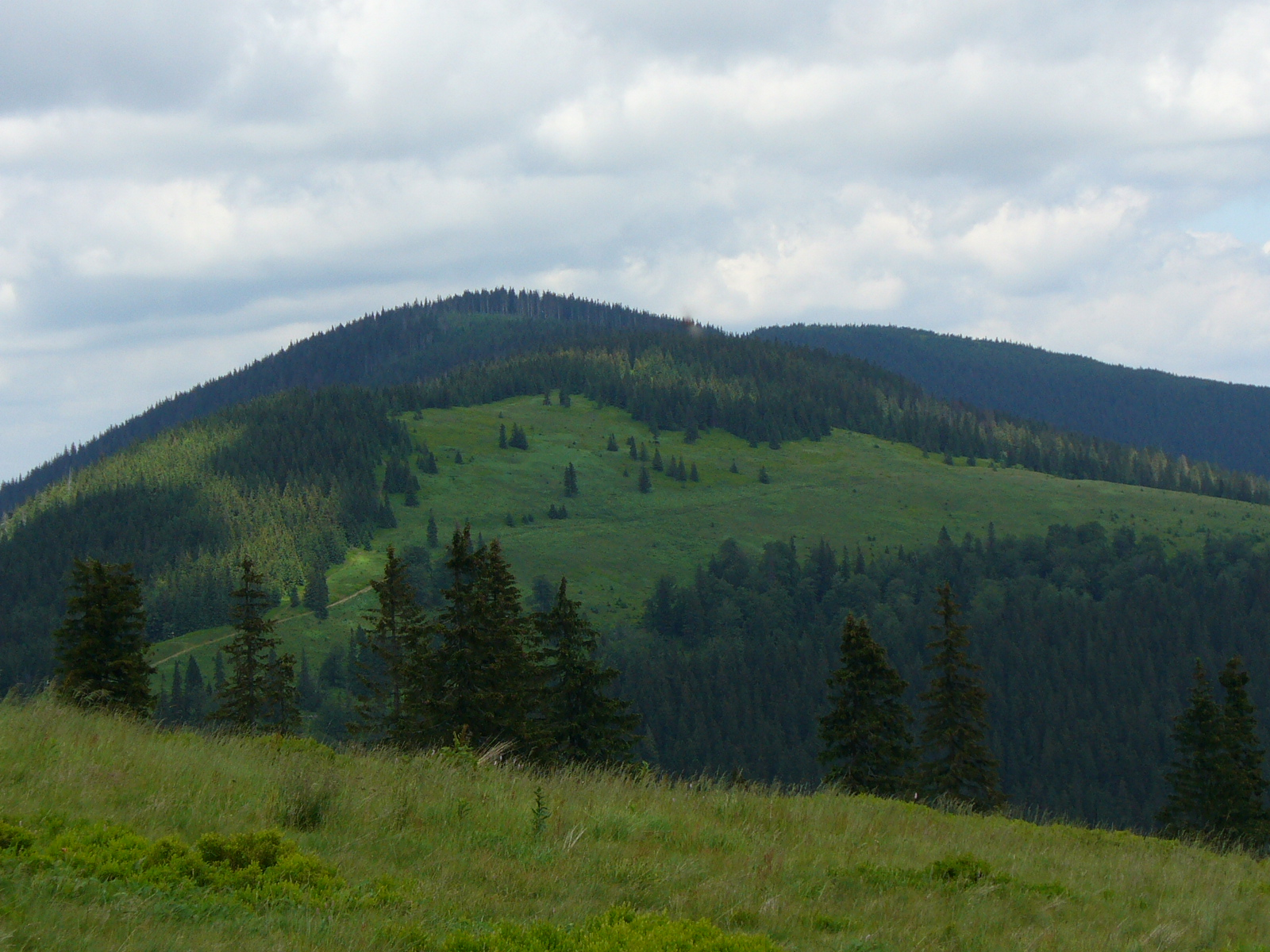
Widok na Halę Łyśniewską z hali Pawlusia